# Reuben Sallmander
Reuben Robert Joakim Sallmander (Stockholm, 11 februari 1966) is een Zweeds acteur en zanger.

## Biografie
Sallmander werd geboren in Stockholm en is van Joodse afkomst. Hij studeerde in 1990 af aan de Swedish National Academy of Mime and Acting in Stockholm. Na zijn afstuderen is hij actief als acteur in theaters, films en televisieseries. 
Sallmander begon in 1990 met acteren voor televisie in de film Skyddsängeln, waarna hij nog meerdere rollen speelde in films en televisieseries. Hij is onder anderen bekend van zijn rol als Krister Huss in de Zweedse filmserie Irene Huss.

## Filmografie

### Films
Uitgezonderd korte films.
- 2017 Vilken jävla cirkus - als vader van Hugo
- 2013 Tragedi på en lantkyrkogård - als Arne
- 2012 Hamilton: Men inte om det gäller din dotter - als Pierre Tanguy
- 2011 Maria Wern - Drömmar ur snö - als Patrik
- 2009 Flickan som lekte med elden - als Enrico Giannini
- 2009 Johan Falk: GSI - Gruppen för särskilda insatser - als Tommy Ridders
- 2009 Män som hatar kvinnor - als Enrico Giannini
- 2006 När mörkret faller - als Aram
- 2003 Hon jazzade en sommar - als Valter
- 2002 Taurus - als Fredrik Loman
- 1997 9 millimeter - als Ruiz
- 1996 Rusar i hans famn - als man met bruine ogen
- 1994 Bara du & jag - als Jafet de tv-verslaggever
- 1994 Pillertrillaren - als Ragnar 'Rico' Bensen
- 1993 Härifrån till Kim - als Mik
- 1992 Den demokratiske terroristen - als politieagent
- 1992 Ha ett underbart liv - als Jesper
- 1991 Den ofrivillige golfaren - als Konstnären
- 1990 Skyddsängeln - als Konstantin

### Televisieseries
Uitgezonderd eenmalige gastrollen.
- 2023-2024 Flykten till Östermalm - als advocaat - 3 afl.
- 2019 Quicksand  - als Claes Fagerman - 5 afl.
- 2017 Finaste familjen - als Paolo - 3 afl.
- 2015 The Bridge - als Claes - 6 afl.
- 2010-2011 Maria Wern - als Patrik - 5 afl.
- 2011 Bibliotekstjuven - als Tom Goldman - 3 afl.
- 2008 Höök - als Samir Larsen - 4 afl.
- 2007-2011 Irene Huss - als Krister Huss - 12 afl.
- 2001 En ängels tålamod - als Bruno - 22 afl.
- 2000 Brott§våg - als Carl Johan Ström - 12 afl.
- 1996 Cluedo - en mordgåta - als Plommongren - 12 afl.
- 1996 Tre kronor - als Stefan 'Steffo' Forsström - 6 afl.

- Bibsys: 10026275
- Gemeinsame Normdatei: 103452495X
- International Standard Name Identifier: 0000 0001 3048 8797
- Library of Congress Control Number: no2017059888
- Nederlandse Thesaurus van Auteursnamen: 382593812
- Système universitaire de documentation: 268445826
- Virtual International Authority File: 302222467
- WorldCat: E39PBJdWV37R3w7qGYvjrGF9Xd